# تپه عمرمل ۴
تپه عمرمل ۴ مربوط به مفرغ است و در شهرستان کرمانشاه، بخش مرکزی، دهستان بالادربند، ۶۰۰ متری جنوب روستای عمرپل واقع شده و این اثر در تاریخ ۲۶ اسفند ۱۳۸۷ با شمارهٔ ثبت ۲۵۴۴۱ به‌عنوان یکی از آثار ملی ایران به ثبت رسیده است.